# HipHopDX
HipHopDX – czasopismo on-line specjalizujące się w muzyce hip-hop. Zostało założone w 1999 roku przez Sharath Cherian i jest częścią grupy Cheri Media Group. Redaktorem naczelnym czasopisma jest Justin Hunte.
Na stronie internetowej znajdują się także recenzje albumów.